# Paratheuma rangiroa
Paratheuma rangiroa là một loài nhện trong họ Desidae.
Loài này thuộc chi Paratheuma. Paratheuma rangiroa được miêu tả năm 1989 bởi Beatty & Berry.